# Mścichów
Mścichów – przysiółek w Polsce położona w województwie mazowieckim, w powiecie radomskim, w gminie Przytyk.
Wieś wchodzi w skład sołectwa Maksymilianów.
W latach 1975–1998 miejscowość administracyjnie należała do województwa radomskiego.
Wierni kościoła rzymskokatolickiego należą do parafii św. Marii Magdaleny we Wrzeszczowie.